# Blairsville (Geórgia)
Blairsville é uma cidade localizada no estado americano de Geórgia, no Condado de Union.

## Demografia
Segundo o censo americano de 2000, a sua população era de 659 habitantes.
Em 2006, foi estimada uma população de 705, um aumento de 46 (7.0%).

## Geografia
De acordo com o United States Census Bureau tem uma área de 
2,8 km², dos quais 2,8 km² cobertos por terra e 0,0 km² cobertos por água. Blairsville localiza-se a aproximadamente 574 m acima do nível do mar.

## Localidades na vizinhança
O diagrama seguinte representa as localidades num raio de 28 km ao redor de Blairsville. 